# بی‌باک (آلبوم چندآهنگه)
| بررسی انتقادی | بررسی انتقادی |
| منبع          | رتبه‌بندی      |
| ------------- | ------------- |
| ان‌ام‌ئی        | [ ۲ ]         |

بی‌باک (انگلیسی: Fearless) نخستین آلبوم چندآهنگه از گروه دخترانه اهل کره جنوبی، لسرافیم است. این آلبوم در ۲ مه ۲۰۲۲ با پنج قطعه منتشر شد. بی‌باک تنها آلبومی از لسرافیم است که کیم گا رام که در ۲۰ ژوئیه ۲۰۲۲ گروه را ترک کرد، در آن حضور دارد. این آلبوم به جایگاه شماره دو در جدول آلبوم‌های گائون دست یافت.

## جدول‌ها
| جدول (۲۰۲۲–۲۰۲۳)                    | بهترین جایگاه |
| ----------------------------------- | ------------- |
| آلبوم‌های بین‌المللی کرواسی (بیلبورد) | ۱۷            |
| آلبوم‌های فنلاندی (جدول رسمی فنلاند) | ۲۷            |
| آلبوم‌های مجارستانی (ام‌ای‌اچ‌ای‌اس‌زی)   | ۳۷            |
| آلبوم‌های ژاپنی (اوریکون)            | ۳             |
| آلبوم‌های داغ ژاپنی (بیلبورد ژاپن)   | ۱             |
| آلبوم‌های کره جنوبی (گائون)          | ۲             |
| آلبوم‌های اسپانیایی (پروموزیکای)     | ۹۴            |

| جدول (۲۰۲۲)                | بهترین جایگاه |
| -------------------------- | ------------- |
| آلبوم‌های ژاپنی (اوریکون)   | ۹             |
| آلبوم‌های کره جنوبی (گائون) | ۵             |

| جدول (۲۰۲۲)                       | جایگاه |
| --------------------------------- | ------ |
| آلبوم‌های ژاپنی (اوریکون)          | ۷۶     |
| آلبوم‌های داغ ژاپنی (بیلبورد ژاپن) | ۹۲     |
| آلبوم‌های کره جنوبی (گائون)        | ۳۹     |

## گواهی‌نامه‌ها و فروش‌ها
| منطقه             | گواهی     | واحد گواهی‌شده/فروش |
| ----------------- | --------- | ------------------ |
| Japan             | —         | ۴۵٬۹۹۴             |
| کره جنوبی (گائون) | ۲× پلاتین | ۵۰۶٬۱۶۹            |

## تاریخچه انتشار
| منطقه     | تاریخ     | فرمت                  | ناشر        |
| --------- | --------- | --------------------- | ----------- |
| کره جنوبی | ۲ مه ۲۰۲۲ | سی‌دی                  | سورس میوزیک |
| مختلف     | ۲ مه ۲۰۲۲ | دانلود دیجیتال استریم | سورس میوزیک |